# IRC
IRC je kratica za Internet Relay Chat - doslovni prijevod je "razgovor putem Interneta", koji je nastao 1988. godine. Kao što postoje poslužitelji web stranica (npr. Apache ili IIS), tako postoje i IRC poslužitelji, na koje se korisnici spajaju putem irc klijenata, biraju kanal ili kanale koje će koristiti, te potom komuniciraju s ostalim korisnicima IRC-a koji se nalaze na istom kanalu.

## Tehnički podaci
IRC je otvoreni protokol koji koristi TCP i (rijetko) SSL, svojedobno se koristio samo port 6667, dok se danas koristi raspon portova od 6665 do 7000.

## IRC klijenti
Dugo vremena najpopularniji Windows klijent je bio mIRC.
Mali popis freeware Windows IRC klijenata:
- X-chat
- Visual IRC
- XiRCON
- IceChat
- Miranda

Popis linux IRC klijenata:
- ircII
- irssi
- BitchX
- X-chat
- Konversation (KDE)

## Osnovne naredbe
- /join  - spoji se na kanal, uporaba:  /join #<ime kanala> <zaporka ako je potrebna>
- /message - pošalji privatnu poruku određenom članu kanala bez otvaranja novog prozora. Drugi članovi kanala ne mogu vidjeti ovu poruku, uporaba: /message <nadimak> <poruka>
- /dialog - otvara novi prozor za privatni razgovor, uporaba: /dialog <nadimak>
- /quit - napusti server, uporaba: /quit <poruka>
- /part - napusti samo kanal, uporaba /part <poruka>
- /help - pomoć

## Razno
Već dugo moguća je razmjena datoteka putem irc-a, ponekad se to koristi kao alternativa peer to peer razmjeni datoteka putem interneta.

## Poveznice
- Wikipedija:IRC

## Poveznice na Meti
- m:IRC FAQ
- m:IRC guidelines

## Vanjske poveznice
- IRChelp.org - Sve o IRC-u (engl.)
- miranda.irc  Arhivirana inačica izvorne stranice od 9. travnja 2010. (Wayback Machine) - IRC protokol u Mirandi (engl.)